# Martina Filjak
Martina Filjak (Zagabria, 14 dicembre 1978) è una pianista croata.

## Biografia
Ha iniziato a suonare il pianoforte all'età di cinque anni e ha tenuto il suo primo concerto all'età di sei. Ha completato i suoi studi presso l'Accademia di Musica di Zagabria, il Conservatorio di Vienna, la Hochschule für Musik di Hannover e inoltre presso l'Accademia Pianistica di Como.
Ha vinto il 5º premio al Concorso pianistico internazionale Ferruccio Busoni nel 2007, e, successivamente, ha vinto il primo premio al Concorso internazionale di musica Gian Battista Viotti e nel 2008 al Concorso internazionale di musica Maria Canals. Inoltre, ha vinto il Premio Bösendorfer. Nel 2009 ha conquistato il primo premio al concorso pianistico internazionale di Cleveland.
Martina Filjak è attiva a livello internazionale come pianista concertista. Ha suonato con orchestre rinomate nella sua patria e all'estero, tra cui l'Orchestra di Cleveland, la Zagabria, Strasburgo, Marocco, Belgrado e la Filarmonica di Torino, Barcellona, Bilbao, Mosca e molte altre, ed apprezzati direttori d'orchestra come Jahja Ling, Christian Zacharias, Heinrich Schiff, Theodor Guschlbauer e Stefan Sanderling.
Sia in recital che concerti da solista, Filjak si è esibita in importanti sale quali il Concertgebouw di Amsterdam, Konzerthaus di Berlino, l'Auditori e Palau de la Música Catalana di Barcellona, la Carnegie Hall di New York, il Palais des Congrès di Strasburgo, il Musikverein di Vienna, lo Shanghai Oriental Art Center e la Severance Hall di Cleveland.
La stagione 2009-2010 di Martina Filjak è iniziata con la vittoria al Concorso pianistico internazionale di Cleveland. Il suo debutto come solista a New York alla Carnegie Hall nel dicembre 2009 ha ricevuto ottime recensioni dalla critica e Anthony Tomassini del New York Times ha lodato la intraprendenza della sua tecnica e la naturalezza della sua musicalità e definendola una pianista da guardare. Nel mese di ottobre 2009 le è stata inoltre conferita la Medaglia d'onore del Presidente della Repubblica di Croazia per i suoi successi artistici.
Filjak è di nazionalità croata e italiana e parla sette lingue.

## Discografia
- 2001 – Piano Passionato, LP, Tutito Classic
- 2011 – Antonio Soler: Keyboard Sonatas Nos. 1-15, CD, Naxos Records
- 2013 – Jan Vogler, Christian Poltéra (violoncello), Juho Pohjonen, Martina Filjak (pianoforte), Johannes Dengler (corno), Robert Schumann: Andante and Variations Op. 46, CD, SONY Classical
- 2015 – Giovanni Sgambati, Sinfonia N. 2 - Concerto Per Pianoforte E Orchestra Op. 15, CD, Amadeus AM 304-2, Pianista: Martina Filijak - Orchestra Sinfonica di Milano Giuseppe Verdi diretta da Francesco Attardi
- 2017 – Martina Filjak, Bach/Liszt, Schumann & Scriabin: Piano Works, , Solo Musica ASIN B06X1582QP